# Martina Hill
Martina Hill (Berlino Ovest, 14 luglio 1974) è una comica, attrice e doppiatrice tedesca.

## Filmografia parziale

### Cinema
- Resturlaub, regia di Gregor Schnitzler (2011)
- Schubert in Love: Vater werden ist (nicht) schwer, regia di Lars Büchel (2016)
- Caveman, regia di Laura Lackmann (2023)

### Televisione
- Schwer verknallt - film TV (2003)
- 29 und noch Jungfrau - film TV (2007)
- Squadra Speciale Cobra 11 (Alarm für Cobra 11 - Die Autobahnpolizei) - serie TV, 15 episodi (2006-2007)
- Putzfrau Undercover - film TV (2008)
- Undercover Love - film TV (2010)
- Switch: Reloaded - serie TV, 89 episodi (2007-2012)
- Knallerfrauen - serie TV, 37 episodi (2011-2015)
- Carolin Kebekus: Pussy Terror TV - serie TV, 4 episodi (2018-2019)
- Die Martina Hill Show - serie TV, 16 episodi (2018-2019)
- heute-show - serie TV, 117 episodi (2010-2023)